# Nunoo Sarpei
Hans Nunoo Sarpei (ur. 22 sierpnia 1998 w Akrze) – ghański piłkarz występujący na pozycji pomocnika w niemieckim klubie SpVgg Greuther Fürth. Wychowanek Liberty Professionals, w trakcie swojej kariery grał także w takich zespołach, jak VfB Stuttgart oraz FK Senica. Bratanek 36-krotnego reprezentanta Ghany, Hansa Sarpeia.